# Ján Bendík
Ján Bendík (25. prosince 1903 Spišská Teplica – 25. února 1970 Poprad-Kvetnica) byl slovenský a československý politik a poválečný poslanec Prozatímního Národního shromáždění za Demokratickou stranu.

## Biografie
Byl oblastním tajemníkem Demokratické strany v Popradu.
V letech 1945–1946 byl poslancem Prozatímního Národního shromáždění za Demokratickou stranu. Mandát si udržel až do parlamentních voleb v roce 1946. Na základě výsledků parlamentních voleb roku 1946 byl zvolen do Slovenské národní rady.